# Estàtua de la Lloba Capitolina de Cluj-Napoca

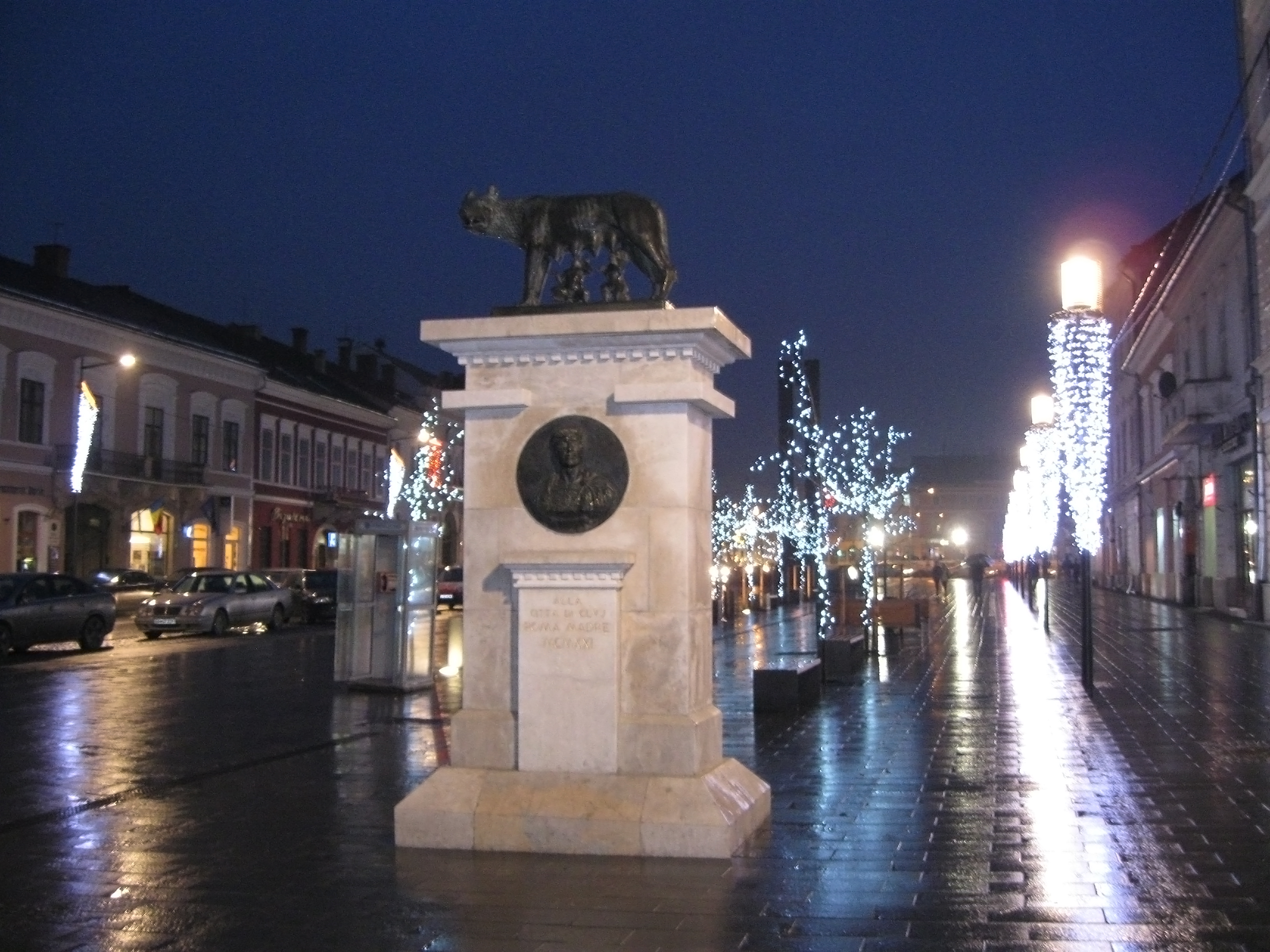
Lupa Capitolina

L'estàtua de la Lupa Capitolina de Cluj-Napoca, col·loquialment Statua Lupoaicei, és una còpia de la Lupa Capitolina de Roma, que Roma va donar el 1921 al municipi de Cluj, com a símbol de la connexió llatina entre Itàlia i Romania.

## Història
El 1921, l'estat italià va donar a Romania dues còpies de l'estàtua del llop al Capitoli (Lloba Capitolina). Una còpia es va enviar a Cluj, i la segona a Chisinau, com a símbols de la unitat dels romanesos a les zones unificades amb el Regne Romanès.
El monument és una còpia fidel de la lloba del Capitoli, amb Ròmul i Rem. La base del monument de Cluj estava proveïda d'un baix relleu de l'emperador Trajà, obra executada en bronze per l'escultor Ettore Ferrari (1849-1930), i amb la inscripció ALLA CITTÀ DI CLVJ, ROME MADRE, MCMXXI. Es va decidir col·locar el monument a la plaça Unirii, davant de l'estàtua de Matei Corvin, i la cerimònia d'inauguració va tenir lloc el 28 de setembre de 1921, sent presidida per Iulian Pop, primer alcalde romanès del municipi, en presència de molts habitants.

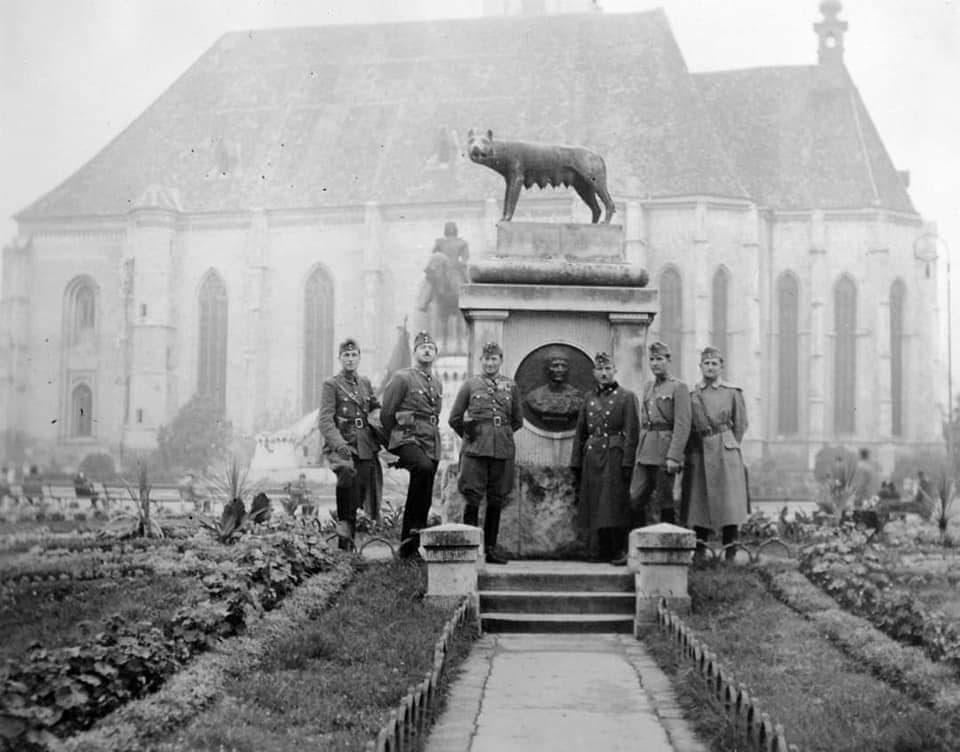

Amb el Dictat de Viena, l'any 1940, durant l'èxode forçat d'una part important de la població romanesa, l'estàtua també va agafar el camí del refugi per ser aixoplugada. Entre 1940-1944, per motius de seguretat, va ser traslladada a Sibiu. Després d'algunes imatges, però, és possible que aquesta informació no sigui correcta o completa. Les imatges mostren soldats amb uniforme hongarès davant de l'estàtua feta després de la reentrada a Cluj sota l'administració hongaresa. L'estàtua no està completa sense les figuretes de Ròmul i Rem.
Després de la Segona Guerra Mundial, l'estàtua va tornar a Cluj, però el nou clima polític existent no va permetre que l'estàtua es traslladés al seu lloc original, per la qual cosa va ser erigida l'any 1967, a iniciativa del professor Constantin Daicoviciu, davant de l'edifici central La Universitat al carrer M. Kogălniceanu, on va romandre fins a l'any 1973, quan l'estàtua es va traslladar a la intersecció de Bd. Eroilor amb Piata Unirii, al seu lloc davant de la Universitat col·locant-se el grup estatuari Școala Ardeleană.
L'any 1994 l'estàtua va ser presa de la seva ubicació a la intersecció de Boulevardul Eroilor amb Piata Unirii i va ser substituïda pel Monument Memorandum, erigit en honor als memorandistes que tenien el poder d'oposar-se a les mesures de desnacionalització dels romanesos preses pel govern austrohongarès. L'esdeveniment va tenir lloc exactament 100 anys després que el memoràndum fos condemnat a presó. L'estàtua de Lupoaica va ser traslladada al Museu d'Història de Transsilvània, on va ser restaurada per l'escultor Liviu Mocan, i l'any 2007 per l'escultor Kolozsi Tiberiu, posteriorment es va situar al bell mig del Bulevard dels Herois.
L'any 2006, després que s'iniciés la construcció del bulevard dels Herois, l'estàtua es va retirar del lloc.
El 29 de novembre de 2008, Lupa Capitolina va tornar al seu pedestal al Bulevard dels Herois, davant de la catedral greco-catòlica de la Transfiguració.

## En la cultura popular
L'escriptor Augustin Buzura va escriure a la novel·la Orgolii (1977) que, durant els dies del dictat de Viena (1940), es van produir a Cluj manifestacions massives contra la cessió de la part nord de Transsilvània a Horthy Hongria, cessió imposada per l'Alemanya nazi i la Itàlia feixista, i un grup de camperols dempeus davant de l'estàtua donada a Romania per l'Estat italià Lupoaicei van cridar desesperadament: "Duc, duc, i tu gossa i jo faré...”.